# Puente Margaret Hunt Hill
El puente Margaret Hunt Hill (en inglés: Margaret Hunt Hill Bridge) es un puente atirantado situado en Dallas, Estados Unidos, que cruza el río Trinity. Debe su nombre a la filántropa Margaret Hunt Hill, y fue construido como parte del Trinity River Project. Diseñado por Santiago Calatrava, es uno de los tres puentes que se iban a construir sobre el Trinity según este proyecto: el segundo, el Margaret McDermott Bridge, está completado, y el tercero fue cancelado. El vano del puente es paralelo al Ronald Kirk Bridge, un puente peatonal llamado previamente Continental Avenue Bridge.

## Historia
El puente, que se inauguró en marzo de 2012, es el primero de una serie de puentes que diseñó Santiago Calatrava para cruzar el río Trinity en Dallas. El puente conecta la carretera Spur 366 (Woodall Rodgers Freeway) en Downtown Dallas con el Singleton Boulevard en West Dallas. La construcción del puente empezó en diciembre de 2005, y costó oficialmente 117 millones de dólares. Sin embargo, un análisis del Dallas Morning News puso el coste total del proyecto en 182 millones de dólares.
El 26 de junio de 2010 se coronó el característico arco de cuarenta plantas de altura con un vano central curvo, que puede verse actualmente desde muchos kilómetros de distancia en varias direcciones. Este arco es además un elemento muy visible en el skyline de Downtown Dallas.
En 2012, el puente recibió un Premio de Ingeniería Civil de la sección de Texas de la Sociedad Estadounidense de Ingenieros Civiles. El puente también recibió en 2012 un Premio de la Convención Europea de Construcción en Acero para puentes.

## Arquitectura

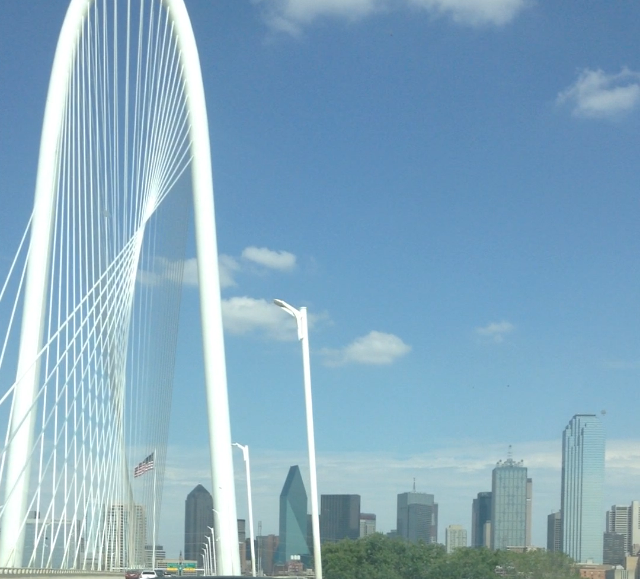
El puente Margaret Hunt Hill con el skyline de Dallas en el fondo en mayo de 2014.

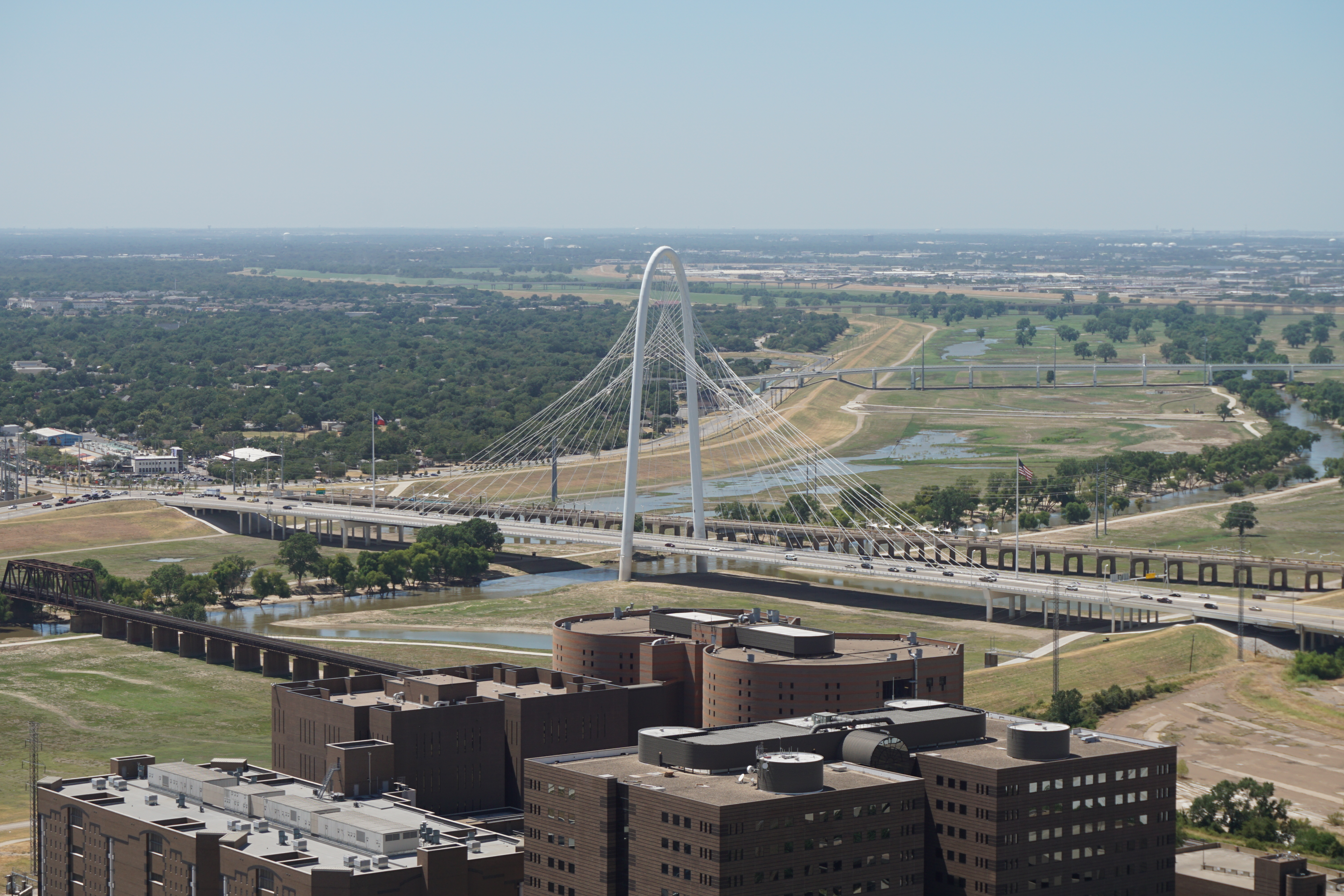
El puente en agosto de 2015

Este puente atirantado sostiene sus 570 m de longitud y 365 m de vano principal con un arco de acero cuya altura máxima es de 120 m. Un conjunto de cables torsionados conectan la cara inferior del pilón curvo del arco con la plataforma del puente: cincuenta y ocho hilos blancos descienden desde el arco hasta la línea central de la plataforma. El soporte, de 5 m de diámetro, se compone de veinticinco segmentos individuales, unidos con 9000 kilos de tornillos y 408 toneladas de hormigón. El puente proporciona seis carriles para el tráfico rodado.
El puente tiene un gran parecido con dos de los tres puentes construidos en 2005 y 2006 sobre la Autostrada A1 en Reggio Emilia (Italia), que Calatrava había diseñado previamente. En 2009, la Convención Europea de Construcción en Acero concedió a estos dos puentes un premio de diseño, afirmando que los originales efectos visuales de las estructuras en diferentes ángulos dan a los puentes el «aspecto de enormes instrumentos musicales».